# Anuar

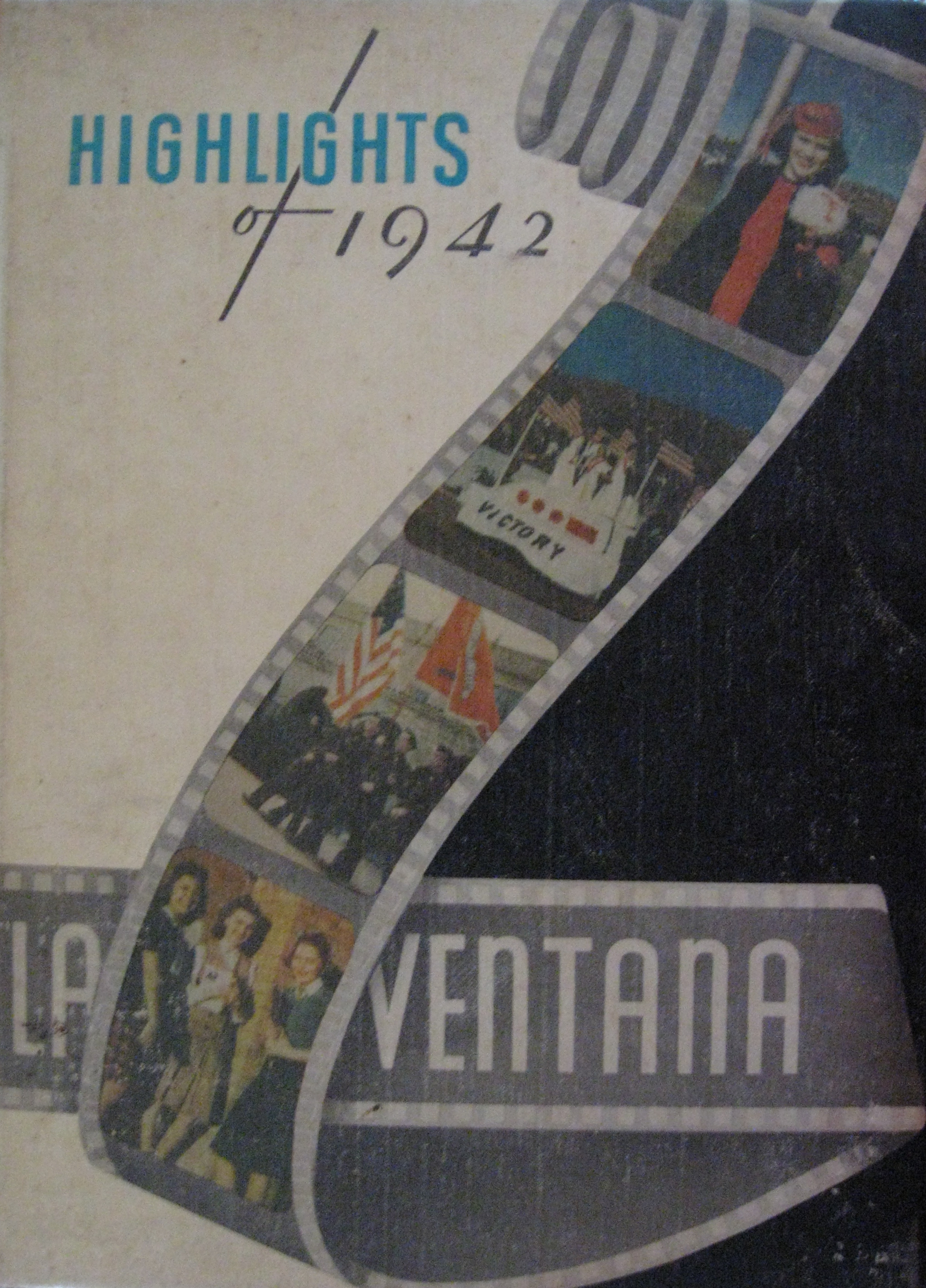
Anuar din 1942 de la Universitatea Tehnologică din Texas

Un anuar este o carte de înregistrări, evidențieri și comemorări ale anului trecut dintr-o școală. Un anuar mai poate fi o carte publicată în fiecare an. Practic toate instituțiile școlare de învățământ secundar, majoritatea universităților, colegiilor și școlilor elementare din Statele Unite, Canada, Australia sau Uniunea Europeană publică anuare.
Termenul se poate referi, de asemenea, la o carte de statistici sau evenimente publicate anual.
Un anuar este o publicație, culegere anuală care conține date asupra unei întreprinderi, unei instituții, unei ramuri de activitate , unei țări etc. Poate fi și o publicație anuală a unei instituții științifice.